# José Fusimaña
José Fusimaña Fábregas (Roda de Ter, 1908 - Unión Soviética, 1943) fue un obrero, político y militar español que participó en la guerra civil española y en la Segunda Guerra Mundial.

## Biografía
Nació en Roda de Ter (Barcelona) el 31 de marzo de 1908. Trabajador de la Compañía de electricidad de Barcelona, fue miembro del sindicato UGT y de la Agrupación Socialista de Barcelona. Durante la hechos revolucionarios de octubre de 1934 formó parte del Comité revolucionario —junto a Antonio Olarte y Desiderio Trilles— que se constituyó en Barcelona.
En julio de 1936, coincidiendo con el estallido de la guerra civil española, participó en la fundación del Partido Socialista Unificado de Cataluña (PSUC). Durante la contienda sería comisario político de la 11.ª División, unidad élite del Ejército republicano mandada por el comunista Enrique Líster. Posteriormente sería comisario del XV Cuerpo de Ejército, que tuvo una destacada actuación durante la Batalla del Ebro. Se exilió de España hacia el final de la guerra, instalándose en la Unión Soviética.
Llegó a la URSS en abril de 1939, acompañado de su esposa y su hija. Allí asistió a una escuela de formación política, mientras trabajaba como obrero. Tras la invasión alemana de la Unión Soviética se unió al Ejército Rojo. Se integraría como comisario político en una unidad partisana liderada por el comandante español Domingo Ungría. Fusimaña alcanzaría el rango de capitán en el Ejército soviético, y posteriormente obtuvo el mando de una unidad de guerrilleros. En 1943 fue lanzado en paracaídas sobre Crimea con la misión de actuar tras las líneas alemanas. Sin embargo, tras un duro combate con efectivos alemanes, resultaría muerto junto a toda su unidad.

## Familia
Estuvo casado con Ramona Trías Guardiola, con la que tuvo una hija. 